# Rua do Comércio, 43
O Edifício na Rua do Comércio nº 43, em Santa Leopoldina, é um bem cultural tombado pelo Conselho Estadual de Cultura do Espírito Santo, inscrição no Livro do Tombo Histórico sob o nº 32 a 68, folhas 4v a 7v. Nesse edifício, atualmente, funciona a agência do Banco do Brasil do município.

## Importância
No livro "Arquitetura: Patrimônio Cultural do Espírito Santo", publicado pela Secretaria de Cultura do Espírito Santo em 2009, o edifício é descrito como tendo sido construído em 1901, com o objetivo inicial de armazenar café de dois dos principais comerciantes da cidade, João Vervloet e José Reisen. Sua descrição é: "Construído pelo primeiro deles, o armazém está configurado pela sequência de dois volumes, dispostos em paralelo entre si e em relação à rua do Comércio. Repete, assim, o padrão arquitetônico adotado na cidade para as casas comerciais, com sua fachada marcada pelos vãos de portas. Essas, em correspondência à importância dos produtos que guarda e comercializa, apresentam-se em altura e largura, ressaltadas e valorizadas pela moldura em relevo que as contorna. Os vãos das portas, subdivididos por bandeira protegida com gradil de ferro e folhas de madeira, são delineados em arco pleno, seguindo o padrão clássico, também comum nas edificações do mesmo tipo. No seu conjunto, o edifício é a expressão do lugar social de seu empreendedor, explicitamente indicado em inscrição inserida na fachada em posição centralizada, sob moldura e cornija de delicado desenho: J 1901 V".

## Tombamento
O edifício foi objeto de um tombamento de patrimônio cultural pelo Conselho Estadual de Cultura, de número 05, em 30 de julho de 1983, Inscr. nº 32 a 68, folhas 4v a 7v. O processo de tombamento inclui quase quarenta imóveis históricos de Santa Leopoldina. No ato de tombamento, é listado como proprietário Valdemar Nickel.
O tombamento desse edifício e outros bens culturais de Santa Leopoldina foi principalmente decorrente da resolução número 01 de 1983, em que foram aprovadas normas sobre o tombamento de bens de domínio privado, pertencentes a pessoas naturais ou jurídicas, inclusive ordens ou instituições religiosas, e de domínio público, pertencentes ao Estado e Municípios, no Espírito Santo. Nessa norma foi estabelecido que, entre outros pontos:
- "O tombamento de bens se inicia por deliberação do CEC “ex-offício”, ou por provocação do proprietário ou de qualquer pessoa, natural ou jurídica, e será precedido, obrigatoriamente, de processo", ponto 3;
- "Em se tratando de bem(s) pertencente(s) a particular(es), cujo tombamento tenha caráter compulsório, e aprovado o tombamento, o Presidente do CEC expedirá a notificação de que trata o artigo 5°. I do Decreto n° 636-N, de 28.02.75, ao interessado que terá o prazo de 15(quinze) dias, a contar do seu recebimento, para anuir ou impugnar o tombamento", ponto 12.[3]

As resoluções tiveram como motivador a preservação histórico-cultural de Santa Leopoldina contra a especulação imobiliária, que levou à destruição de bens culturais à época.